# Matthias Vehe-Glirius
Matthias Vehe-Glirius, auch Matthias Vehe und Matthias Glirius (* 1545 in Ballenberg; † 1590 in Greetsiel) war ein reformatorischer und antitrinitarischer Theologe im 16. Jahrhundert.

## Leben und Werk
Vehe-Glirius wurde um 1545 in Ballenberg geboren und wuchs in Königshofen auf. Später studierte Vehe an den Universitäten Heidelberg und Rostock Theologie. In Rostock besuchte er unter anderem Lehrveranstaltungen bei David Chyträus. Nach dem Studium wirkte Vehe als evangelisch-reformierter Diakon in Kaiserslautern, wo er im Jahr 1570 von den kurpfälzischen Behörden aufgrund seiner antitrinitarischen Positionierungen als Häretiker verhaftet wurde. Nach einem Fluchtversuch verbrachte man ihn gemeinsam mit Jacob Suter auf die Bergfeste Dilsberg.
Nach der Entlassung im August 1572 wandte sich Vehe-Glirius vom reformierten Bekenntnis ab, befasste sich stärker mit christologischen Fragen und begann bei Johannes Isaac in Köln ein Studium der hebräischen Sprache. In dieser Phase entstanden auch erste konzeptionelle Überlegungen zu seinem Hauptwerk Matthanja, das er um 1578 abschloss.
Im Anschluss an seinen Kölner Aufenthalt emigrierte Vehe-Glirius über Polen nach Siebenbürgen. Im Jahr 1574 übernahm er als Nachfolger des an der Pest gestorbenen Johanes Sommer die Leitung des unitarischen Kollegiums in Klausenburg. Allerdings nannte er sich hier nur Glirius, vermutlich um sich gegenüber kurpfälzischen Nachforschungen zu tarnen. Sein Nachfolger als Leiter des Kollegiums wurde später Miklós Bogáti Fazekas, der ihm auch theologisch nahestand. In Klausenburg traf er auf führende Unitarier wie Franz David, Jacob Palaeologus und Christian Francken. Nach dem Tod Franz Davids verfasste Vehe-Glirius vermutlich die 1581 in Krakau erschienene Verteidigungsschrift Defensio Francisci Davidis, in der er Fausto Sozzini für den Tod Davids mitverantwortlich machte. Nach dem Tod Davids wandte sich Vehe-Glirius wieder nach Polen und zeitweise Litauen, wo er unter Pseudonym mehrere Jahre lebte und mehrere Schriften publizierte. Wahrscheinlich stand Vehe-Glirius in jener Zeit auch noch mit dem (judaisierenden) Netzwerk um den siebenbürgischen Magnaten János Gerendi im Austausch. Im Jahr 1589 kehrte er nach Deutschland zurück. Zunächst lebte er in Marburg, später übersielte er nach Ostfriesland. Im dortigen Emden wurde er schließlich von den Behörden des reformierten Grafen Johann II verhaftet und in Greetsiel in Kerkerhaft genommen. Nach seinem Tod im Dezember 1590 wurde er in loco inhonesto (= an einem unehrenhaften Ort) begraben; seine Schriften ließ man verbrennen.
In seinen Schriften mühte Vehe-Glirius sich um eine Vereinigung jüdischer und christlicher Konzeptionen auf Grundlage der rabbinischen Religionsphilosophie und einer humanistisch-reformatorischen Bibelkritik. Theologisch stand Vehe-Glirius für den von Franz David begründeten nonadorantistischen Unitarismus, der die Grundlage für die spätere Entwicklung der judenchristlichen Gruppe der Sabbatarier werden sollte. So war Andreas Eössi als Begründer des unitarischen Sabbatismus stark von Vehe-Glirius und insbesondere von seinem Hauptwerk, dem Mattanjah, beeinflusst. Die in Vehe-Glirius Mattanjah formulierten Gedanken wurden später zum Teil in Miklós Bogáti Fazekas Schrift De Lege aufgenommen und weiterentwickelt. Zusammen mit Adam Neuser, Johannes Sylvanus und Adam Pastor steht Vehe-Glirius für die wenigen reformatorischen deutschen Antitrinitarier.